# Pygme (Einheit)
Die Pygme (von griechisch pygmḗ = Faust) ist eine seit der Antike aus dem alten Griechenland bekannte Längenmaßeinheit. Eine Pygme ist per definitionem 18 Fingerbreit – also zwei Fingerbreit mehr als ein Fuß. Die Pygme entspricht der Länge vom Ellbogen bis zu den Fingerknöcheln der zur Faust geballten Hand.
- 1 Pygme = 18 Daktylen
- 1 Pygme = 4 ½ Duchmen
- 1 Pygme = 1 4/5 Lichas
- 1 Pygme = 1 7/11 Orthodoten
- 1 Pygme = 11 Pariser Zoll plus 6,66 Pariser Linien = 138,66 Pariser Linien = 312,817 Millimeter (errechn.)[2]

Nach Anton Wach beträgt das Maß 138,6072 Pariser Linien oder 312,674 Millimeter.
Auch wird es als Volumenmaß angegeben und soll 1541,03(9012) Pariser Kubikzoll oder 30,5686 Liter groß gewesen sein.